# 石川義光
石川 義光（いしかわ よしみつ）は、江戸時代の武士。仙台藩一門筆頭・角田石川家第13代（陸奥石川氏第37代）当主。

## 生涯
文化11年（1814年）6月11日、角田石川家第12代当主・石川宗光の長男として生まれる。幼名は左源太。
文政9年（1826年）9月15日、元服し藩主・伊達斉義の偏諱を受けて義光と名乗る。天保11年（1840年）7月、父・宗光の死去にともない家督を相続する。義光は父の方針を受け継いで積極的な領地経営を行った。教育面では弘化元年（1844年）に別邸内に文武集会所（のち演武所と改める）を建設し、しばしば郷学・成教書院の講義を見学するなど、人材育成に力を注いだ。農政面では、伊具・刈田両郡の知行地を頻繁に巡察して領民の実情把握に努め、嘉永4年（1851年）からは阿武隈川分流工事などの治水事業を展開し、安政元年（1854年）には大規模な造林計画を実行している。また、軍事面では黒船来航以来の世情の混乱に対応するため、他の一門各氏と同様に独自に軍備の強化を図り、安政3年（1856年）には高島秋帆門下の杉山五郎を招聘して砲術の訓練と洋式銃隊の編成を行わせ、兵制を改組している。
元治元年（1864年）、家督を嫡男・邦光に譲り、老ヶ崎の別邸に移って隠居した。明治7年（1874年）12月14日死去。享年61。

## 系譜
- 父：石川宗光
- 母：千勢（大内定知の娘）

- 正室：棟姫（堀田正衡の娘）
- 継室：敬子（富田実保の娘）
  - 清子 - 二女。早世
  - 順子 - 三女。早世
  - 従子 - 四女。伊達邦孚室
  - 石川小源太 - 二男。早世
  - 石川鏗三郎 - 三男。早世
  - 郷子 - 五女。早世
  - 石川邦光 - 四男
  - 某 - 五男。早世
- 側室：中田氏
  - 某 - 長男。早世
- 側室：相原氏
  - 植子 - 長女。早世
- 側室：守屋勝治の娘
  - 某 - 六男。早世
  - 姚子 - 六女。早世
  - 安子 - 七女
  - 田村邦栄 - 七男。田村通顕養子。一関藩第10代藩主
  - 頼子 - 八女。早世
  - 算子 - 九女。小梁川氏室
  - 元子 - 十女。井上嘉矩室（子に井上成美）
  - 石川俊在 - 八男。はじめ黒沢俊親養子、離縁後石川姓に復し北海道移住
  - 田村崇顕 - 九男。同母兄・田村邦栄養子。一関藩第11代藩主
  - 末子 - 十一女。早世
  - 石川光親 - 十男。はじめ窪田周司養子、離縁後石川姓に復し北海道移住
  - 石川鶴雄 - 十一男。早世
  - 鶴子 - 十二女。天野氏室